# Paleomeander

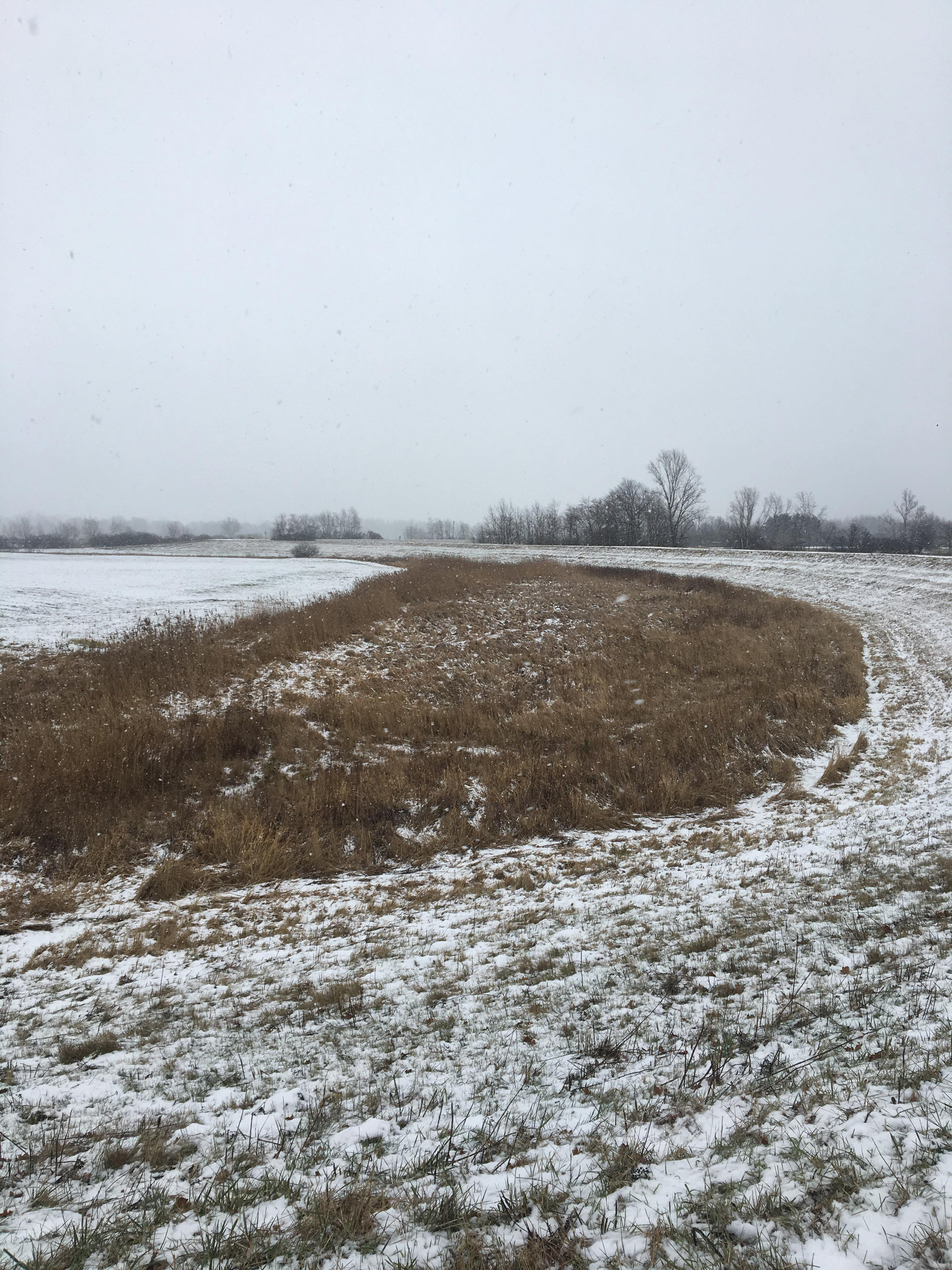
Paleomeander w dolinie Odry w pobliżu Oławy

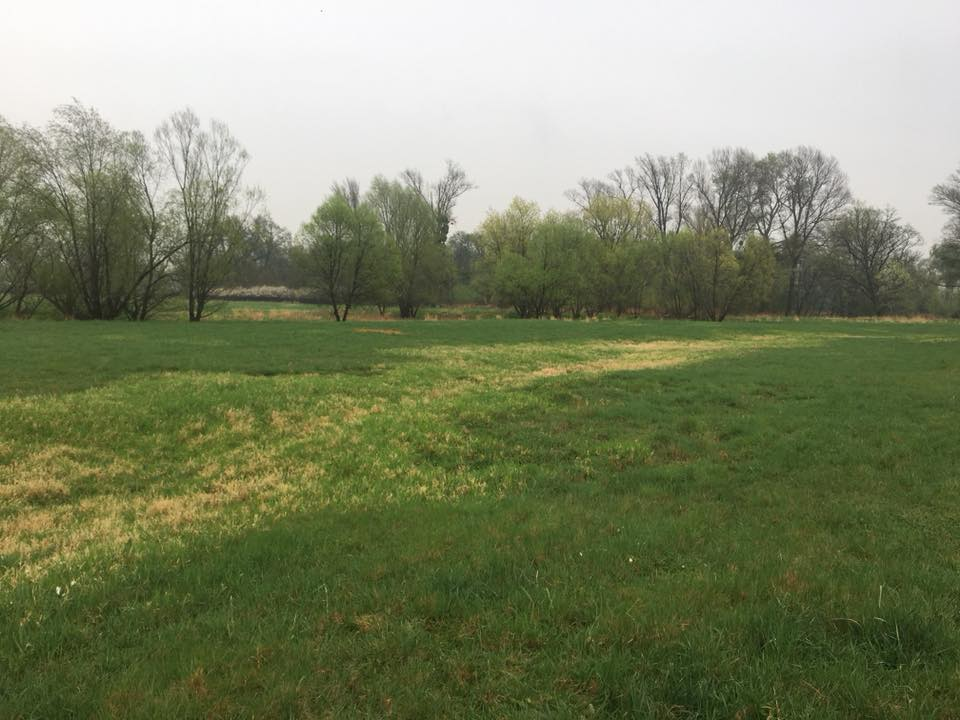
Paleomeander w dolinie Bystrzycy we wrocławskim Jarnołtowie

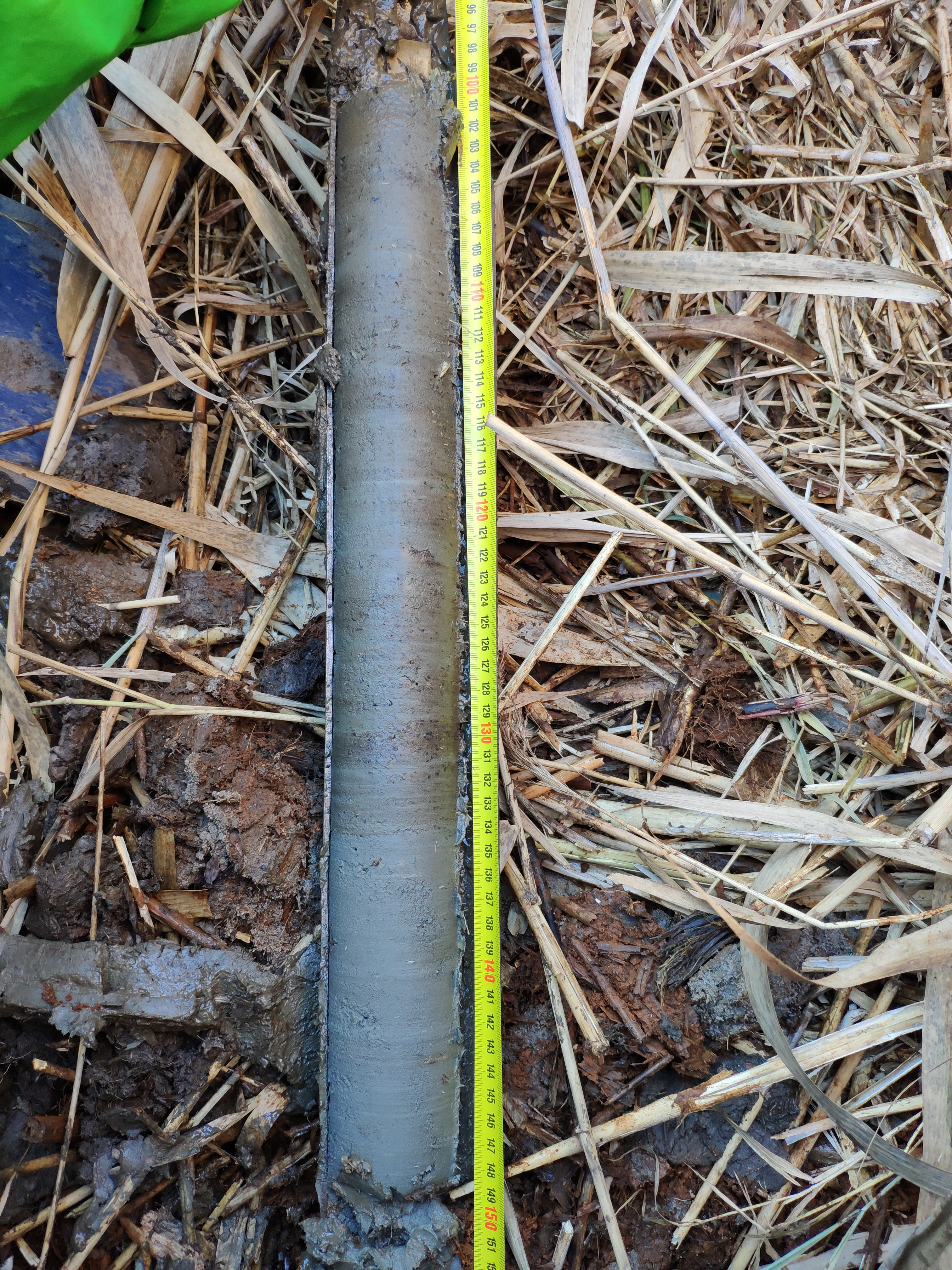
Rdzeń pobrany z osadów biogenicznych

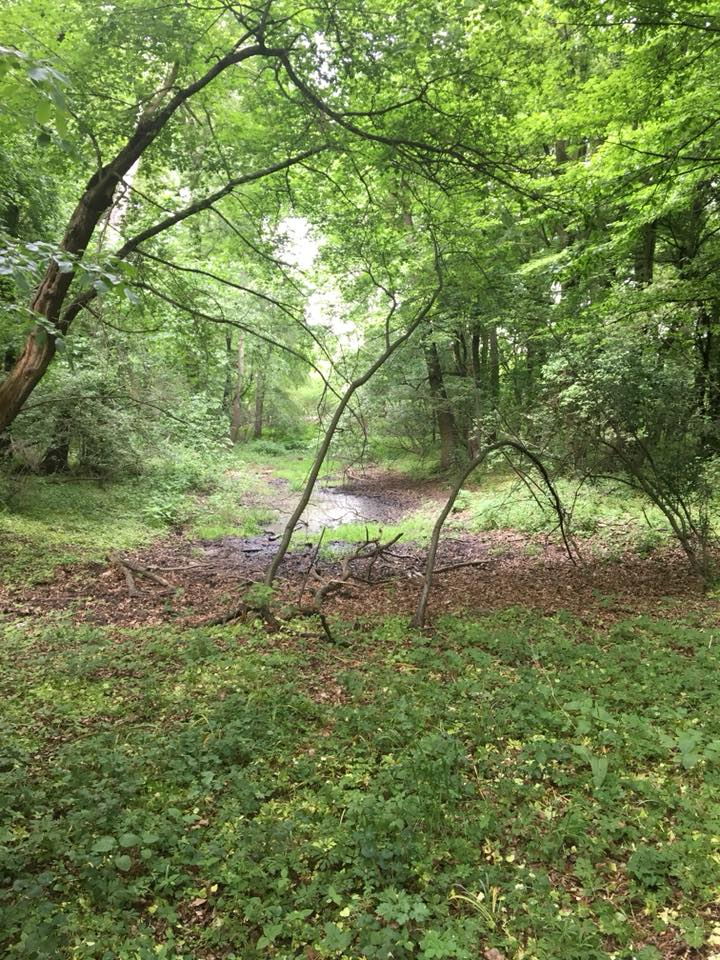
Młody paleomeander w dolinie Bystrzycy

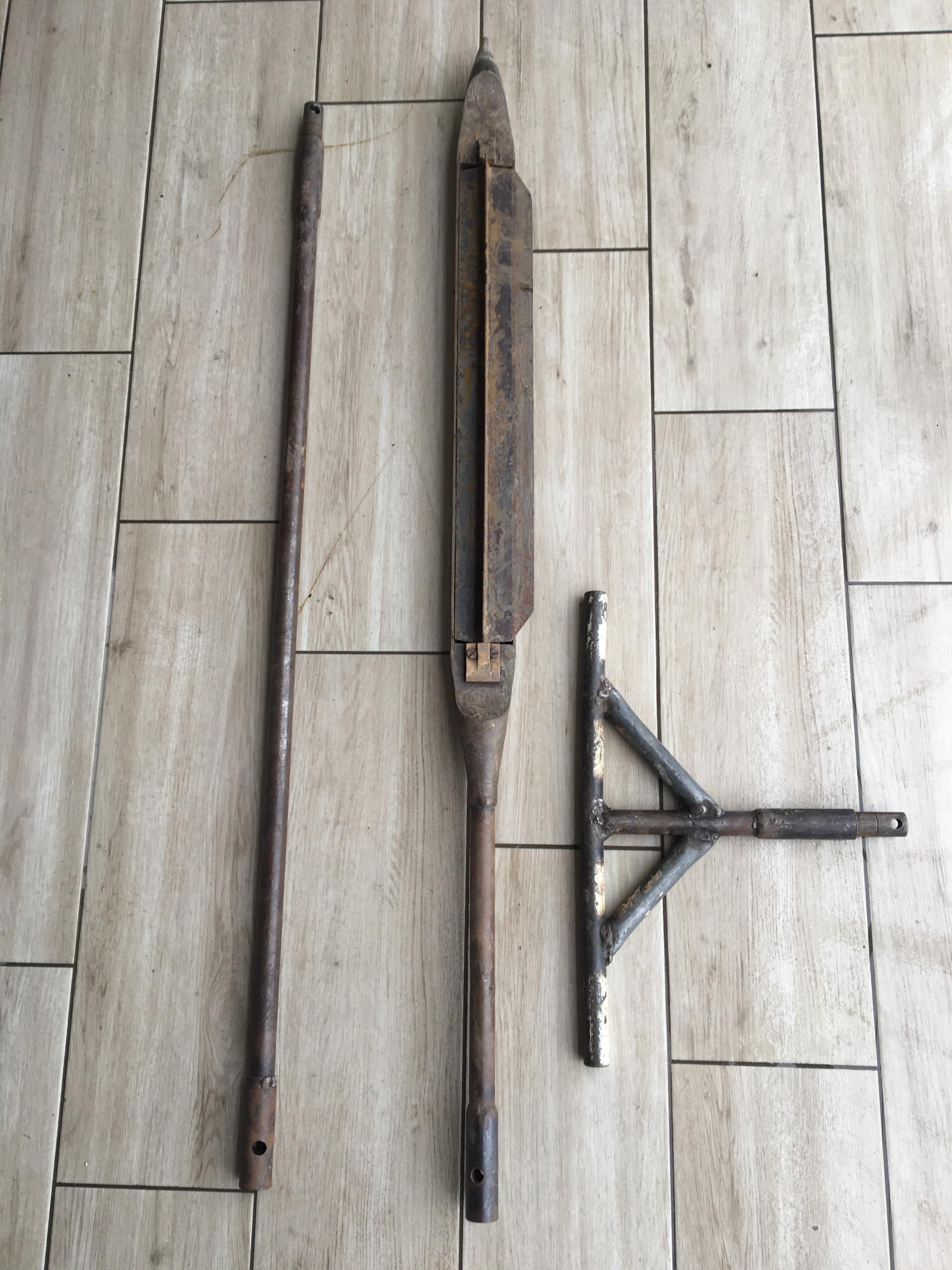
Świder Instorf

Paleomeander – sierpowaty, często wygięty obszar na równinie zalewowej doliny rzecznej, powstały przez proces wypełniania starorzecza osadami biogenicznymi i mineralnymi. Jeżeli powierzchnia paleomeandra nie jest zrównana z powierzchnią otoczenia, paleomeander jest wówczas klasyfikowany jako forma rzeźby terenu. Jest przedmiotem zainteresowania geomorfologii fluwialnej.

## Geneza, morfologia i występowanie
Paleomeandry powstają w dolinach rzecznych jako konsekwencja przekształcania środowiska przez rzekę meandrującą. Uruchomienie procesów kształtujących paleomeander następuje bezpośrednio po odcięciu szyi meandrowej i wyodrębnieniu się początkowej formy starorzecza z głównego koryta. Woda w odciętym korycie stagnuje, co tworzy odpowiednie warunki do zarastania oraz zasypywania fragmentu dawnego zakola. Następuje zarastanie zbiornika przez roślinność wodną, szuwary i drzewa, które obumierając przyczyniają się do wypłycania starorzecza. W miarę postępowania wymienionych procesów, objętość i powierzchnia dawnego zakola ulegają zmniejszaniu, czego następstwem jest wypłycanie zbiornika do momentu całkowitego wypełniania.  Akumulacja osadów może być przyspieszana przez zjawiska ekstremalne, takie jak na przykład gwałtowne wezbrania.
Starorzecza są pułapkami sedymentacyjnymi, które stanowią odpowiednie środowisko do powstawania torfów. Najbardziej powszechnymi wypełnieniami paleomeandrów są osady biogeniczne, wśród których można wyróżnić korzenie, korę, liście, owoce, pędy, łodygi, gałęzie, które podlegają rozkładowi, w wyniku czego dochodzi do powstawania torfu. Osady mineralne, takie jak piaski, żwiry są w tego typu torfowiskach spotykane rzadziej i występują w formie wkładek lub przewarstwień o niewielkiej (0,5 – 1,5 cm) miąższości. Ponadto w starszych torfach spotykane są silnie rozłożone pozostałości roślinne w postaci zwęglonych klast, nie przekraczających kilku centymetrów średnicy. W Polsce paleomeandry występują powszechnie, głównie w dolinach rzecznych, przy czym najwięcej w południowej i środkowej części kraju.

## Paleomeander a starorzecze
Częstym błędem jest używanie zamienne pojęć  „paleomeander” i „starorzecze”. Z geomorfologicznego punktu widzenia, tego typu nomenklatura jest nieprawidłowa. Starorzecze jest zbiornikiem wodnym, podczas gdy paleomeandrem jest jedynie obszar dawnego starorzecza, wypełniony osadami i nie będący już zbiornikiem wodnym. W celu poprawnego nazewnictwa obu form, odchodząc od głębszych analiz, zalecane jest kojarzenie starorzecza z wyraźną obecnością wody, natomiast paleomeandra z torfowiskiem. Pojęcia przeplatają się i mają wspólne cechy, jednak różnice pomiędzy nimi są wyraźne, przez co powinny funkcjonować rozdzielnie.

## Badania paleomeandrów
Wypełnienia paleomeandrów stanowią zapis zmian zachodzących w środowisku na przestrzeni lat. Najstarsze osady tworzące spoczywające w paleomeandrach są datowane na około 11 000 lat wstecz. Analiza materiału biogenicznego zalegającego w paleomeandrach pozwala na umiejscowienie w czasie dużych epizodów wezbraniowych, rekonstrukcję szaty roślinnej czy odtworzenie przebiegu torfowienia obszaru.
W celu przeprowadzenia badania, niezbędne jest pobranie prostopadłego do spągu (dawnego dna koryta) rdzenia. Materiał jest pobierany poprzez przewiercanie paleomeandra np. przy użyciu świdra Instorf. Narzędzie jest wykonane ze stali i składa się z masywnej sondy z ruchomą zapadką, trzpieni do zwiększania możliwej głębokości wiercenia oraz uchwytu. Urządzenie jest obsługiwane ręcznie i operowanie nim wymaga udziału 2 – 3 osób. Pobór materiału polega na wciśnięciu świdra w podłoże i przekręceniu go wzdłuż osi podłużnej po osiągnięciu żądanej głębokości. Zapadka (płetwa) zostaje  w swojej pozycji, natomiast obrót świdra powoduje wypełnienie sondy osadem. Płetwa uniemożliwia przypadkowe wypadnięcie materiału oraz daje możliwość napełnienia sondy przy obrocie świdra. W następnej sprzęt jest wydobywany na powierzchnię, po czym płetwa jest oczyszczana i otwierana. Przy otwieraniu sondy należy zachować ostrożność, żeby do pobranego materiału nie dostały się zanieczyszczenia, czy młodsze utwory, które mogłyby zaburzyć prawidłowy odczyt rdzenia. Jednorazowe wciśnięcie świdra pozwala na pobranie rdzenia o długości 50 cm. Aby pobrać osad z głębszych miejsc, wymagane jest sukcesywne przedłużanie świdra trzpieniami. Wiercenie przy użyciu świdra Instorf jest możliwe do wykonania tylko w osadach biogenicznych (torfowiskach), ponieważ osady mineralne stawiają za duży opór dla badającego, w konsekwencji czego wciśnięcie świdra w podłoże jest niemożliwe.
Cechy, które mogą być brane pod uwagę podczas analizy pobranego wypełnienia są różnorodne, począwszy od tych pospolitych jak kolor, struktura, granulometria przez skład biogeniczny, po wiek osadu pozyskiwany na podstawie datowania radiowęglowego. W zależności od potrzeb, analiza pobranego materiału może odbywać się na miejscu prac terenowych, co pozwala na wstępne odczyty i opracowanie pierwszych wniosków lub w warunkach labratoryjnych w przypadku bardziej zaawansowanych prac.
Ponadto, paleomeandry mogą być badane w ujęciu próby zrekonstruowania dawnego przebiegu koryta rzeki. Narzędziem pomocnym przy tego typu rozważaniach są zdjęcia lotnicze, warstwy hipsometryczne map, czy cieniowanie terenu. Są to również metody pozwalające na zlokalizowanie peleomeandrów, przed przystąpieniem do prac terenowych.